# Jerzy Sobek
Jerzy Sobek (zm. 1649) – szlachcic ze Śląska Cieszyńskiego.
Syn Jerzego. 3 lipca 1606 roku został immatrykulowany na Uniwersytecie w Wittenberdze. Zdobył spory majątek, udzielając kredytów szlachcie, miastom oraz księciu cieszyńskiemu Adamowi Wacławowi. W 1637 roku wraz ze swoim bratem Henrykiem został przyjęty do stanu czeskich panów.
Był właścicielem jednego z największych ówczesnych śląskich księgozbiorów (ponad 570 dzieł). W 1609 roku Baltazar Exner poświęcił Jerzemu Sobkowi epigramat, w którym chwalił jego umiłowanie do literatury.